# Striatosedulia pluvisilvatica
Striatosedulia pluvisilvatica är en insektsart som beskrevs av Sigfrid Ingrisch 1989. Striatosedulia pluvisilvatica ingår i släktet Striatosedulia och familjen gräshoppor. Inga underarter finns listade i Catalogue of Life.